# アルストム
アルストム（フランス語: Alstom [alstɔm]）は、鉄道車両の製造をはじめとして、通信・信号・メンテナンスなど、鉄道に関連する総合的技術およびソリューションを提供するフランスの多国籍企業。日本では「アルストーム」と表記・発音されることもある。
鉄道車両メーカーとして、中国中車に次ぐ世界2位のシェアを有している。本社はパリ近郊のサン＝トゥアン。ユーロネクスト・パリ上場企業（Euronext: ALO ）。

## 沿革
現在のアルストムは鉄道関連の専業メーカーであるが、2015年以前は重電コングロマリットとしての歴史を持つ。

### 設立および以後の展開
アルストムは、アルザス地域圏で1826年に設立されたアルザス建設機械 (Société Alsacienne de Constructions Mécaniques, SACM) と、アメリカ合衆国のゼネラル・エレクトリックが第一次世界大戦後の1922年にフランスに設立した子会社のコンパニー・フランセーズ・トムソン・ヒューストン (Compagnie Française Thomson-Houston, CFTH) が、1928年に合併し設立された。社名は両社の頭文字（Alsacienne と Thomson）の合成に由来しており、このため綴りは現在と異なる Alsthom であった。アルザス建設機械は、普仏戦争によりアルザス地域圏がドイツ領となった1872年以降はベルフォールに拠点を定め、機関車の製造を中心に発展し、第一次世界大戦期には5,000人以上の従業員を抱えていた。
1932年に電気機関車を製造していた Constructions Electriques de France (CEF) を買収、1937年にトロリーバスを製造していたヴェトラ (Vetra) を買収、第二次世界大戦後はベルフォールとフランス南西部のタルブの両主要工場を再稼働し、フランス電力にタービンを供給し戦後復興に貢献する一方、フランス国鉄向けの電気機関車を製造し、1955年には電気機関車のCC-7107が最高速度時速331キロを記録した。

### CGE傘下期
1969年に Compagnie générale d'électricité（CGE、アルカテル・ルーセントの前身の一つで1991年に「アルカテル・アルストム」に変更）により過半数の株式を買収され、以後はCGEの子会社の位置づけとなり、1976年には造船事業を行う Les Chantiers de l'Atlantique との合併により Alsthom Atlantique となった。この間鉄道車両については、1972年にフランスの高速鉄道TGVの試作車両を製造、1981年9月に営業運転を開始したTGVは会社の新たな看板製品となり、1990年に営業開始したTGV Atlantiqueは、当時の世界最高速度時速515キロを記録した。1989年6月にゼネラル・エレクトリックのイギリスの電力事業子会社との合弁企業 GEC Alsthom が設立されたのち、1998年にアルカテル・アルストムとゼネラル・エレクトリックの間で行われた協議の結果、通信および防衛事業への集中を企図するアルカテルがアルストムを分離することが決定し、アルストムは株式公開企業となった（この時外国人の発音の容易さを考慮し、綴りは現在の Alstom となった）。

### 再独立後の模索
再独立後のアルストムは鉄道車両の製造を中心とする交通インフラを担当するアルストム・トランスポール (Alstom Transport) と共に、発電機やボイラーなどの電力インフラ事業および送配電事業を行っていた。このうち鉄道関連については2000年にフィアットの鉄道関連部門を買収、従来の動力集中方式に換えて動力分散方式を採用した次世代高速電車のAGVの試作車を完成させた。
他方、電力インフラ事業については1999年、高出力ガスタービン事業の強化を主な目的に、スイスのABBとの共同出資でABB・アルストム・パワーを設立、2000年にはABB保有株式をアルストムが買い上げた。しかしガスタービン事業は期待した効果を得られず、経営危機に陥ったアルストムは2004年にフランス政府の支援を受け、欧州委員会の指示を受け送配電部門をアレヴァ（現在のオラノ）に売却、2006年5月には造船事業を行う子会社を売却した。復調を受けて同年4月ブイグがアルストムの株式の2割を買収し新たに大株主となり、2010年にアレヴァから送電事業を買い戻してアルストム・グリッドを設立した。しかしその後ゼネラル・エレクトリックから電力インフラ事業を行うアルストム・パワーとアルストム・グリッドの買収提案を受け、2015年11月に両事業を売却（GEパワーに統合）、2018年には再生可能エネルギー・送電・原子力事業に関連したゼネラル・エレクトリックとの合弁事業のアルストム持ち分を最終的にゼネラル・エレクトリックに売却した。

### 鉄道専業メーカーとしての拡大
鉄道関連の専業メーカーとなったアルストムは2017年9月、シーメンスの輸送部門（シーメンス・モビリティ）と統合し双方が株式を折半する新会社「シーメンス・アルストム」を設立する覚書を交わし、2018年3月には合併契約を締結したものの、2019年2月、欧州委員会は両者の経営統合は競争を阻害するとして、合併計画を却下した。2021年1月、ボンバルディアの輸送部門（ボンバルディア・トランスポーテーション）の買収を完了し、世界2位の鉄道車両メーカーとなった。

## 主な製品
| TGV Duplex |  | シタディス302（リヨン市電） |
| TGV Duplex |  | シタディス302（リヨン市電） |

### フランス国内向け
- フランス国鉄 (SNCF) - TGVの全車両を含め各種機関車・客車・電車・気動車などを多数納入。
- パリ交通公団 (RATP) - 地下鉄（メトロ）、路面電車（トラム）、近郊電車 (RER) の各車両。
- リヨン交通局 (TCL) - 地下鉄車両、路面電車など。
- 低床電車のブランド「Citadis」シリーズについてはシタディスを参照。

### フランス国外向け
| ニューヨーク市地下鉄R160形電車 |  | コラディア・リント（ドイツ鉄道648形） |
| ニューヨーク市地下鉄R160形電車 |  | コラディア・リント（ドイツ鉄道648形） |

高速鉄道
TGVタイプの高速鉄道車両・システムを積極的に売り込んでいるほか、フィアットの鉄道部門から振り子式車両・ペンドリーノの技術を引き継いでおり、250 km/h程度までの路線にはこちらも売り込んでいる。
- イギリス国鉄 - 373形（ユーロスター用）
- ベルギー国鉄 - PBKA型（タリス）
- オランダ国鉄 - PBKA型（タリス）
- ドイツ鉄道 - PBKA型（タリス）
- スイス国鉄 - RABe503形
- イタリア国鉄 - ETR600、ETR610など
- ヌオーヴォ・トラスポルト・ヴィアッジャトーリ (NTV) - AGV
- AVE - 100系、101系、104系、120系
- アムトラック - アヴェリア・リバティ (Avelia Liberty) 〔2021年営業運転開始予定〕[14][15]
- 韓国高速鉄道 - KTX-I
- 中国高速鉄道CRH5型電車

地下鉄
- ニューヨーク市地下鉄R160形電車

路面電車
- 超低床電車のブランド「Citadis」シリーズは、アルジェ、バルセロナ、ダブリン、メルボルンなど世界約28都市の路面電車網で導入されている。
- チューリッヒ市交通局 - VBZ Be 5/6…ボンバルディアとの共同設計。

機関車
- NJトランジット - PL42ACディーゼル機関車

電車・気動車
- ドイツ鉄道

汎用規格車両
- Prima - セミ・オーダーメイドタイプの電気機関車、ディーゼル機関車ブランド。
- コラディア - 電車・気動車。
- メトロポリス - 地下鉄/メトロ用電車。
- X'Trapolis - 通勤電車ブランド(一部フランス国内向け車両もあり)。

客車
新交通システム

### アルストムリンク式台車

アルストムリンク

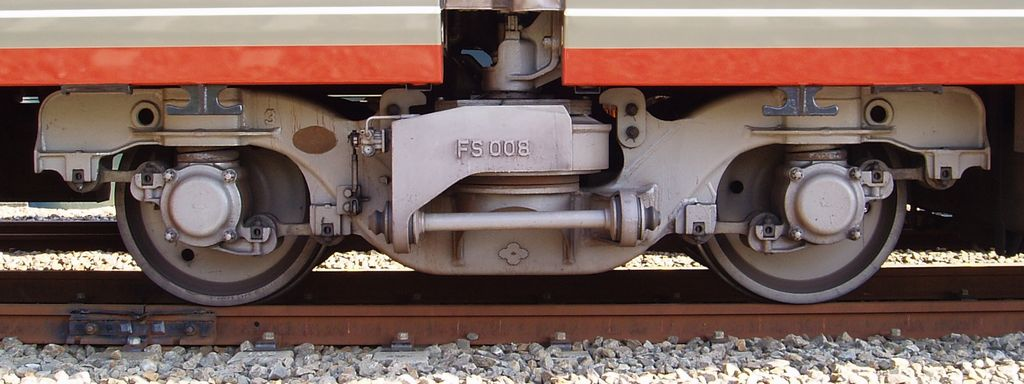
アルストムリンク式の台車の例

アルストムが開発した台車の軸箱支持方式は、アルストムリンク式と呼ばれる。
この軸箱支持方式は、従来のペデスタル式（軸箱守式）台車の欠点である軸箱守と軸箱との摺動を防ぐため、軸箱を台車枠から2本のリンクによって支持するものである。同社の開発した方式では、軸距の変化をなくし、軸箱の動きを妨げないようにするため、各々のリンクを段違いに配置したワッツリンクとなっているのが特徴である。
日本では一部の大手私鉄（小田急電鉄、東武鉄道、旧営団、名古屋鉄道、阪急電鉄、京阪電気鉄道、阪神電気鉄道など）で1960年ごろの一時期採用されたことがあり、小田急電鉄の車両では1000形車両・20000形車両まで継続的に採用されている。
なお、日本国内における製造ライセンシーだった住友金属（現日本製鉄）では、アルストム（リンク）方式とは称さず、「住友リンク方式」と称していた。

## 日本法人
日本法人として、ABB・アルストム・パワー株式会社、アルストム株式会社がかつて存在したが、2015年、GEパワーに統合された。